# 朝鮮人體實驗指控
朝鲜民主主义人民共和国人体试验是由一些脱北者与前囚犯提出的一项指控，这些人称，朝鲜政府把囚犯關進毒氣室至窒息；試驗致命的化學武器；在未經麻醉下進行手術。

## 相关指控

### 指控起源
曾关押于价川集中营达六年之久的李顺玉撰写《无尾兽的目光》，讲述了她在集中营目睹的人体生物武器实验。

### 2004年BBC报道
根据2004年2月11日BBC电视台的专题节目“Access to Evil”的报导，朝鲜曾将有毒卷心菜提供给囚犯食用试验，导致囚犯吐血不止以及肛门出血后死亡。并且朝鲜存在一种实验室，实验室裡分别都装备有毒气、窒息气体和血液实验设备，囚犯们则为实验的对象。會寧第22號管理所集中营监狱警备前负责人权革（권혁）描述道他曾亲眼目睹了一个父母和一子一女的家庭死于窒息气体，而父母拼上了最后一口气也要试图通过人工呼吸来拯救他们的孩子。

### 2015年韓聯社报道
據韓國聯合通訊社報導，北韓當局對身心障礙人士特別是殘疾兒童實施醫學實驗，以研製和測試化學武器和生物武器。脫北者李某等人所攜大量數據及最新證言有助於驗證其真實性。韩联社在7月2日称，“一名北朝鲜化武专家带着15GB的生化武器人体实验资料，经菲律宾逃至芬兰流亡，将于7月底在欧洲议会上公布相关资料”。不过日本《外交学者》杂志10日刊文称，欧洲议会没有这种计划。芬兰媒体报道称，芬兰政府也否认朝鲜化武专家避难一说。芬兰外交、内政部门和移民局均表示无法确认该消息。韩国CBS电视台网站17日称，芬兰政府15日表示，本月1日至6日没有朝鲜籍人士向该国提出政治避难。朝鲜驻华大使馆新闻参赞批评韩国媒体常“引用匿名人士的消息捏造假新闻”。